# Аридниця китайська
Аридниця китайська (Syntrichia sinensis) — вид мохів порядку потіальних (Pottiales).

## Поширення
Батьківщиною є Європа, Північна Америка, Азія.
Населяє вертикальні вапнякові оголення.

## Характеристика
Стебла 4–15 мм. Листки поздовжньо складені і спірально закручені навколо стебла, але трохи хрусткі коли сухі, широко розпростерті коли вологі, від довгасто-язикових до лопатчастих, 2–4.5 × 0.6–1.6 мм; краї закручені в проксимальній 1/2, цільні; верхівки гострі. Спеціалізоване нестатеве розмноження відсутнє. Вид автоікозний. Коробочкові ніжки червоні, 15–25 мм. Коробочка червона, 3–3.8 мм, пряма чи злегка зігнута, з чітко вираженою шийкою. Спори 12–18 мкм, бородавчасті.